# Gottfried Helnwein
Gottfried Helnwein (* 8. října 1948 ve Vídni) je rakousko-irský umělec. Věnuje se malbě, fotografii, ale také performancím a instalacím.

## Dílo
Studoval na Akademii výtvarných umění ve Vídni (Akademie der Bildenden Künste). Bylo mu uděleno ocenění rektora Akademie výtvarných umění ve Vídni, Kardinal-König prize a Theodor-Körner prize.
Pracoval jako malíř, návrhář, fotograf, malíř nástěnných maleb, sochař, umělec věnující se performancím a instalacím, který používá nejrůznější techniky a media.
Jeho rané práce jsou převážně hyperrealistické kresby zachycující zraněné děti, stejně tak jako performance – často s dětmi – na veřejných prostranstvích.
Často se zaměřuje především na psychologické a sociální úzkosti, historická témata a politické náměty, zvláště na období nacismu. Výsledkem toho je jeho práce často považovaná za provokativní a kontroverzní.
Jako rodilý Vídeňan se tradičně navrací k 18. století, do kterého spadají i sochy Franze Xavera Messerschmidta. Je vidět, že se často nechává ve svých pracích inspirovat také dalšími dvěma Vídeňany Hermannem Nitschem a Rudolfem Schwarzkoglerem, kteří zobrazovali svá těla ve stavech jednoznačně odkazujících k utrpení, bolesti a smrti.
Můžeme také vidět fascinaci pro řeč těla, která se vrací k expresivním gestům a vyjádření jako v práci Egona Schieleho.
Spolupracoval také s některými hudebníky. Obal alba vytvořil například pro skupiny Scorpions, Rammstein nebo Marilyn Manson.

### Motiv dítěte

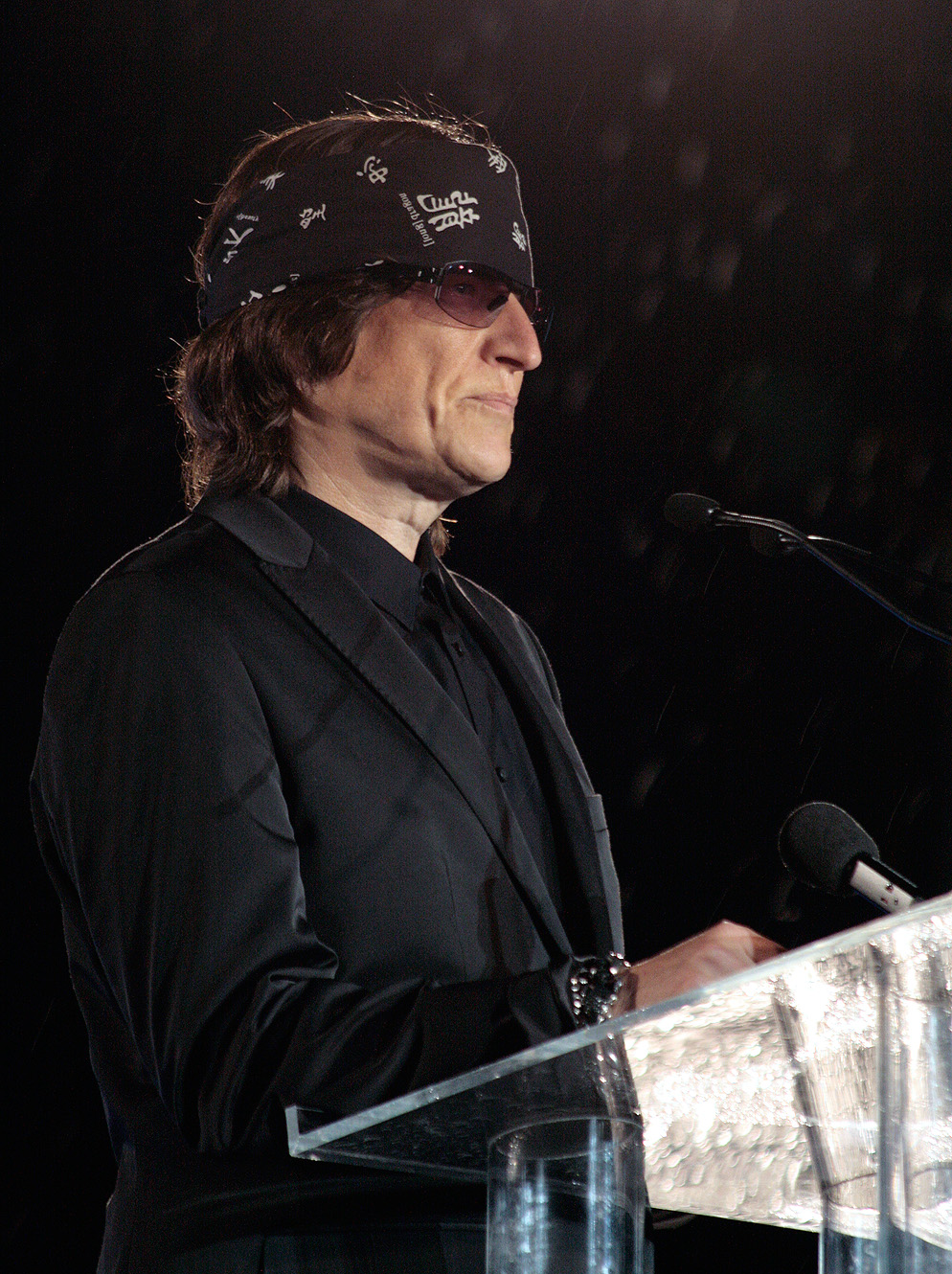
Gottfried Helnwein v červenci 2009 na předávání cen Save the World Award v Rakousku

Hlavní námět zůstává konstantní napříč celou Helnweinovou kariérou. Jedná se lidské bytí. Metaforou pro jeho umění, ačkoliv zahrnuje autoportréty, je převážně zobrazení dítěte, ale ne bezstarostného nevinného dítěte, jako bývá oblíbená představa.